# Västerlandet (vid Berghamn, Korpo)
För andra betydelser, se Västerlandet (olika betydelser).
Västerlandet är en ö i Finland. Den ligger i Skärgårdshavet och i kommunen Pargas i landskapet Egentliga Finland, i den sydvästra delen av landet. Ön ligger omkring 65 kilometer sydväst om Åbo och omkring 200 kilometer väster om Helsingfors.
Öns area är 3,4 hektar och dess största längd är 360 meter i sydöst-nordvästlig riktning. Närmaste större samhälle är Korpo, 14,4 km öster om Västerlandet.